# Conventillo

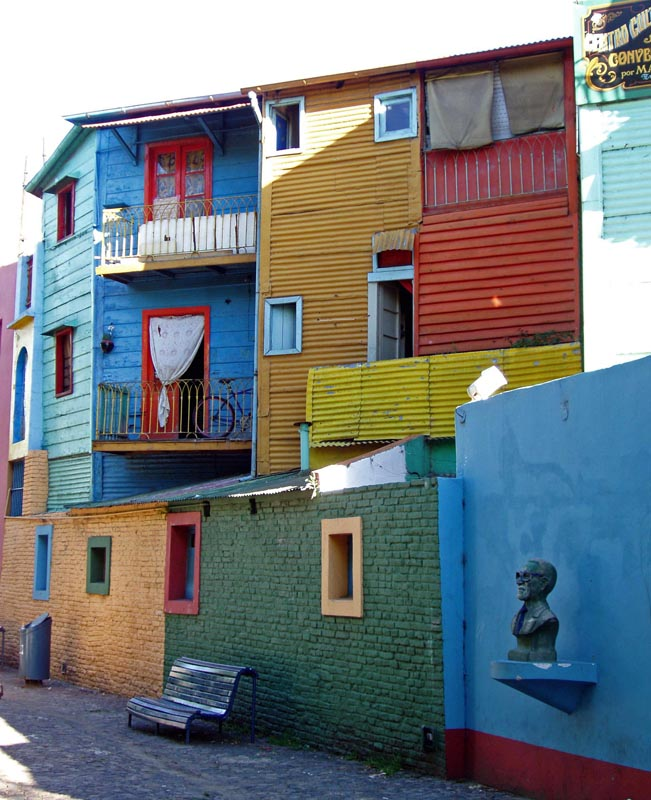
Domy typu conventillo ve čtvrti La Boca v Buenos Aires

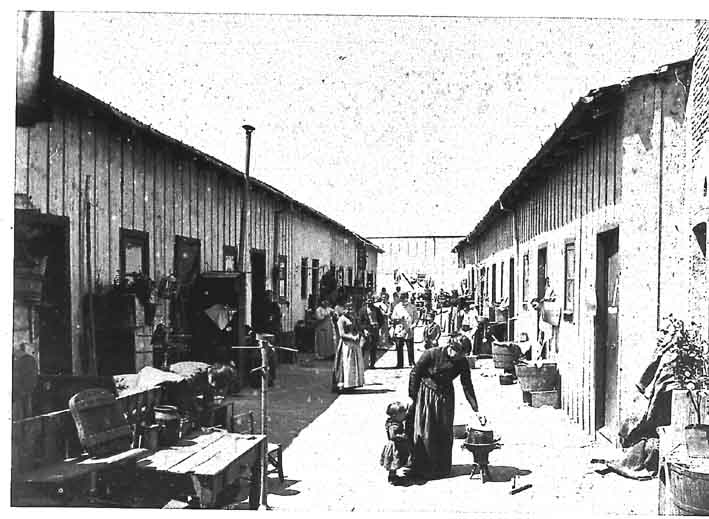
Conventillo v Buenos Aires kolem roku 1900

Conventillo (zdrobnělina z convento, tj. klášter) je typ obytného domu, který se vyskytuje především v Jižní Americe. Toto označení je používáno v Argentině, Uruguayi, Chile a Bolívii, zatímco v dalších zemích existují pro obdobný typ bydlení jiné výrazy (např. inquilinato v Ekvádoru, Kolumbii a Venezuele, quinta nebo callejone v Peru, cortijo v Brazílii, casa de vecindad ve Španělsku).
Jedná se o nájemní obytné domy, tvořené jednopokojovými buňkami, které jsou pronajímány jednotlivcům nebo i celým rodinám. Pokoje jsou v patrech a galeriích seskupeny kolem centrální dvorany, která je společná pro všechny obyvatele. Společné jsou také užitkové místnosti, záchody, jídelna, apod. Nosné konstrukce jsou z dřevěných trámů, vyztužených kameny nebo cihlami, stěny jsou zvenčí obloženy plechy, často pestrobarevnými.
Domy typu conventillo jsou v Argentině a Uruguayi pozůstatky chudinských kolonií, které vznikly v 19. století a ve kterých bydleli imigranti především z Evropy. V Buenos Aires je známá je např. čtvrť La Boca, včetně ulice Caminito.